# Иоанн IV Ласкарис
Иоа́нн IV Ла́скарис (греч. Ἰωάννης Δ΄ Λάσκαρις) (25 декабря 1250 — ок. 1305) — сын никейского императора Феодора II Ласкариса и Елены Асенины Болгарской. После смерти Феодора регентом стал Георгий Музалон, убитый в 1258 году. В 1259 году опекунство над Иоанном и регентство силой захватил Михаил Палеолог, в том же году провозгласивший себя императором-соправителем под именем Михаил VIII. После занятия Константинополя и прекращения существования Латинской империи, Михаил ослепил 11-летнего Иоанна (1261) и заточил его в крепость в Вифинии на берегу Чёрного моря. Несмотря на секретность, об этом злодеянии стало известно. Патриарх Арсений Авториан отлучил императора от церкви, а в приграничном районе близ Никеи вспыхнуло восстание военных поселенцев. Однако восстание успеха не имело. Иоанн IV в 1272 году бежал к Карлу Анжуйскому, но впоследствии вернулся.  
О времени смерти Иоанна нет точных данных: он был жив в 1290 году, когда его посетил сын Михаила, Андроник Палеолог, с целью добиться признания своих наследственных прав на имперский престол.